# EON Productions

EON Productions is een Brits filmproductiebedrijf dat sinds 1962 de James Bondfilms produceert. Het bedrijf is gevestigd in Londen en opereert vanuit de Pinewood Studio's in Buckinghamshire, Groot-Brittannië. Het werd opgericht in 1961 door Albert R. Broccoli en Harry Saltzman. De afkorting EON staat voor Everything Or Nothing (alles of niets).
EON Productions is een dochteronderneming van Danjaq, LLC, die de rechten op de merknaam James Bond heeft.
EON Producties produceerde tot 2014 naast de James Bond films slechts één andere film: Call Me Bwana uit 1963 met in de hoofdrollen Bob Hope en Anita Ekberg. In 2017 maakte het productiebedrijf bekend meer films te gaan produceren naast de James Bondfilms. Naast het produceren van films werkt EON ook in het theater.

## James Bond producties
1. Dr. No (1962)
2. From Russia with Love (1963)
3. Goldfinger (1964)
4. Thunderball (1965)
5. You Only Live Twice (1967)
6. On Her Majesty's Secret Service (1969)
7. Diamonds Are Forever (1971)
8. Live and Let Die (1973)
9. The Man with the Golden Gun (1974)
10. The Spy Who Loved Me (1977)
11. Moonraker (1979)
12. For Your Eyes Only (1981)
13. Octopussy (1983)
14. A View to a Kill (1985)
15. The Living Daylights (1987)
16. Licence to Kill (1989)
17. GoldenEye (1995)
18. Tomorrow Never Dies (1997)
19. The World Is Not Enough (1999)
20. Die Another Day (2002)
21. Casino Royale (2006)
22. Quantum of Solace (2008)
23. Skyfall (2012)
24. Spectre (2015)
25. No Time to Die (2021)

## Niet James Bond producties
1. Call Me Bwana (1963)
2. The Silent Storm (2014)
3. Radiator (2014)
4. Film Stars Don't Die in Liverpool (2017)
5. Nancy (2018)
6. The Rhythm Section (2020)